# Let’s Get Loud
Let’s Get Loud – piąty i ostatni singel z debiutanckiego albumu Jennifer Lopez – On the 6. Został wydany 8 maja 2000 roku, wyłącznie w Australii i Europie, przez co nie mógł pojawić się na U.S. Billboard Hot 100. Jednak znalazł się na U.S. Hot Dance Club Play na miejscu 39. Piosenka zdobyła drugą dla Lopez nominację do nagrody Grammy w kategorii Best Dance Recording w roku 2001 (rok wcześniej „Waiting for Tonight” zdobył pierwszą nominację).
Teledysk do singla został wyreżyserowany przez Jeffreya Doe i pokazany na żywo w 1999 roku na Mistrzostwach świata w Piłce Nożnej (FIFA) kobiet na Rose Bowl, w mieście Pasadena, w Kalifornii.
Piosenka została napisana przez Glorię Estefan, ale z uwagi na podobieństwo tej piosenki do innych jej tekstów, pozwoliła Lopez trochę ją zmienić. W 2008 roku powstał cover tej piosenki autorstwa Glorii Estefan na potrzeby jej trasy koncertowej „90 Millas World Tour”.

## Lista utworów

### CD single
1. „Let’s Get Loud” (Album Version) – 3:59
2. „Let’s Get Loud” (Kung Pow Radio Mix) – 3:57
3. „Let’s Get Loud” (Castle Hill Club Mix) – 8:09
4. „Let’s Get Loud” (Matt & Vito's Live Your Life Radio Edit) – 4:12

### Niemiecki CD single
1. „Let’s Get Loud” – 3:59
2. „Let’s Get Loud” (Kung Pow Radio Mix) – 3:57
3. „Let’s Get Loud” (Castle Hill Club Mix) – 8:08
4. „Let’s Get Loud” (D.MD Strong Club) – 10:32
5. „Let’s Get Loud” (Matt & Vito's Live Your Club Mix) – 11:19

## Pozycje na listach przebojów
| Lista (2000)                            | Najwyższa pozycja |
| --------------------------------------- | ----------------- |
| Australian ARIA Singles Chart           | 9                 |
| Ö3 Austria Top 40                       | 11                |
| Belgian Ultratop 50 Singles (Flandria)  | 7                 |
| Belgian Ultratop 40 Singles (Walonia)   | 21                |
| Dutch Top 40                            | 2                 |
| French SNEP Singles Chart               | 40                |
| German Singles Chart                    | 13                |
| Italian FIMI Singles Chart              | 6                 |
| Latvian Airplay Top 30                  | 9                 |
| Swedish Singles Chart                   | 52                |
| Swiss Music Charts\|Swiss Singles Chart | 10                |
| U.S. Billboard Hot Dance Club Play      | 39                |